# Berylsimpsonia
Berylsimpsonia é um género botânico pertencente à família Asteraceae. É composto por 2 espécies descritas e aceites.
O género foi descrito por Billie Lee Turner e publicado em Phytologia 74(5): 351. 1993.
Trata-se de um género não listado pelo sistema de classificação filogenética Angiosperm Phylogeny Website.

## Espécies
As espécies aceites neste género são:
- Berylsimpsonia crassinervis (Urb.) B.L.Turner
- Berylsimpsonia vanillosma (C.Wright) B.L.Turner